# (500483) 2012 TZ251
(500483) 2012 TZ251 es un asteroide perteneciente al cinturón de asteroides, descubierto el 1 de abril de 2010 por el equipo del Observatorio Astronómico de Mallorca desde el Observatorio Astronómico de La Sagra, Puebla de Don Fadrique (Granada), España.

## Designación y nombre
Designado provisionalmente como 2012 TZ251.

## Características orbitales
2012 TZ251 está situado a una distancia media del Sol de 3,094 ua, pudiendo alejarse hasta 3,614 ua y acercarse hasta 2,574 ua. Su excentricidad es 0,168 y la inclinación orbital 16,53 grados: emplea 1988,16 días en completar una órbita alrededor del Sol.

## Características físicas
La magnitud absoluta de 2012 TZ251 es 16. 